# Ramazan Çevik
Ramazan Çevik (* 1. April 1992 in Maaseik) ist ein türkisch-belgischer Fußballspieler.

## Karriere

### Verein
Çevik kam als Sohn von türkischstämmigen Eltern im belgischen Maaseik auf die Welt. Hier durchlief er der Reihe nach die Nachwuchsabteilungen von KVV Verbroedering Maasmechelen, KRC Genk und Standard Lüttich. 2012 erhielt er bei Letzterem einen Profivertrag, doch kam weiterhin nur in der Reservemannschaft zum Einsatz. Anschließend wurde er an den niederländischen Erstligisten Fortuna Sittard ausgeliehen. Bei den Niederländern eroberte er sich schnell einen Stammplatz und absolvierte bis zum Saisonende 28 Ligaspiele. Im Frühjahr 2014 wechselte er in die türkische Süper Lig zu Medical Park Antalyaspor. Für die Rückrunde lieh ihn der Verein an den Drittligisten Hacettepe SK aus. Nach seiner Rückkehr verließ er Antalyaspor und nach kurzer Vereinslosigkeit unterschrieb er einen Vertrag bei Eyüpspor. Sakaryaspor, Samsunspor, Kocaelispor und Erokspor
waren dann seine nächsten Stationen. Seit Februar 2022 ist Çevik beim Drittligisten Sarıyer SK aktiv.

### Nationalmannschaft
Von 2009 bis 2010 absolvierte Çevik insgesamt 10 Partien für diverse belgische Jugendnationalmannschaften. Mit der U-19-Auswahl nahm er im Oktober 2010 am EM-Qualifikationsturnier in Wales teil und kam dort in zwei Spielen zum Einsatz.